# Rudolf Schmundt
Rudolf Schmundt (13 d'agost de 1896 - 1 d'octubre de 1944) va ser un oficial del Heer durant la Segona Guerra Mundial.
Va néixer a Metz, en el si d'una família d'oficials. Després de finalitzat la seva educació secundària a Brandenburg al Havel. Amb l'esclat de la Primera Guerra Mundial va ingressar a l'exèrcit, servint com a Tinent al 9è Regiment d'infanteria a Potsdam.
Seguí a l'Exèrcit durant la República de Weimar. A partir de 1931 serví al departament de personal del Ministeri de les Forces Armades, sent promogut a capità, i el 1936 a Major. Entre 1935 i 1936 va ser nomenat comandant de companyia a la 18a Divisió d'Infanteria a Liegnitz. El 29 de gener de 1938 passà a ser ajudant de Hitler, passant a formar part dels qui tenien accés directe al Führer, al qui admirava sense reserva; i a partir d'aquell moment, promocionà ràpidament a l'escalafó: tinent coronel el 1939, coronel el 1939, Major General el 1942 i Tinent General el 1943.
Passà la Segona Guerra Mundial com a Cap Adjunt de l'Exèrcit davant Hitler i, des de l'1 d'octubre de 1942, serví com a Cap del Departament de Personal de l'Exèrcit.
Va morir a l'hospital de Rastenburg (Prússia Oriental), de resultes de les ferides rebudes a l'atemptat contra Hitler al Wolfschanze el 20 de juliol. A títol pòstum va rebre l'Orde Alemany el 7 d'octubre de 1944. Va ser enterrat al cementiri dels invàlids de Berlín.
Schmundt va ser substituït com a Cap del Departament de Personal pel General Wilhelm Burgdorf, el Cap Adjunt.
Scmundt va ser un nazi convençut fins a la seva mort. Després d'assumir el control del departament de personal de l'exèrcit, seleccionà als oficials sobretot basant-se en criteris de confiança política. Sovint funcionà com un mitjancer entre Hitler i la cúpula militar.

## Promocions[1]
- General der Infanterie: 1/9/1944 (antiguitat 1/7/1944)
- Generalleutnant: 1/4/1943
- Generalmajor: 1/1/1942 (antiguitat 1/10/1941)
- Oberst: 4/8/1939
- Oberstleutnant: 1/10/1938
- Major: 1936
- Hauptmann: 1931
- Oberleutnant
- Leutnant: 22/3/1915
- Fahnenjunker: 10/8/1914

## Condecoracions[1]
- Orde Alemany: 7/10/1944 (a títol pòstum)
- Creu de Ferro 1914 de 1a classe
- Creu de Ferro 1914 de 2a classe
- Creu d'Honor 1914-1918
- Medalla dels 12 anys de Servei a la Wehrmacht
- Creu dels 25 anys de Servei a la Wehrmacht
- Insígnia d'Or del Partit
- Insígnia de Ferit del 20 de juliol de 1944